# إن إكس تي (علامة تجارية)
إن إكس تي أو الجيل التالي (بالإنجليزية: NXT) أو (بالإنجليزية: Next) هي علامة تجارية لمصارعة أمريكية محترفة مملوكة من قبل شركة دبليو دبليو إي تتواجد في وينتر بارك في فلوريدا في الولايات المتحدة وهذا القسم يقوده تريبل إتش ويبث سلسلة دبليو دبليو إي إن إكس تي ويعتبر هذا البرنامج الأكثر مشاهدةً في دبليو دبليو إي بعد راو وسماكداون. وقد افتتح هذا القسم في يونيو 2012 وأشهر المصارعين ألذين ظهروا فيه هم سيث رولينز ورومان رينز وويد باريت وكيفن أوينز وسامي زين وبيغ كاس.